# Somodi Lajos (vívó, 1928)
Somodi Lajos (Abádszalók, 1928. december 4. – Budapest, 2012. május 9.) olimpiai bronzérmes magyar tőrvívó, edző, ifj. Somodi Lajos olimpikon tőrvívó apja.